# Oswaldo Sánchez
Oswaldo Javier Sánchez Ibarra, född 2 september, 1973 i Guadalajara, är en mexikansk före detta fotbollsmålvakt. Han debuterade i det mexikanska landslaget 1996 och har deltagit i tre VM-turneringar (VM 1998, VM 2002 och VM 2006).
Sánchez gjorde sin första elitmatch som tjugoåring i Club Atlas. Sommaren 1996 flyttade han till  América, ett av de mest populära fotbollslagen i Nordamerika. 1999 lämnade Sánchez America för deras huvudkonkurrent, Chivas de Guadalajara. 2007 flyttade han till Club Santos Laguna.